# Пархоменко, Сергей Борисович
Серге́й Бори́сович Пархо́менко (род. 13 марта 1964, Москва) — российский издатель, журналист, радиоведущий, колумнист, политический обозреватель, общественный деятель. В прошлом — главный редактор журнала «Итоги» (1996—2001), «Еженедельного журнала» (2001—2003) и журнала «Вокруг света» (2009—2011), ведущий авторской программы «Суть событий» на радиостанции «Эхо Москвы» (2003—2022). Член Координационного совета российской оппозиции (2012—2013). Сооснователь проектов «Диссернет» и «Последний адрес», журналистской премии «Редколлегия». Развивает собственный YouTube-канал.

## Биография
Родился 13 марта 1964 года в Москве, в семье журналиста-международника и пианистки. В интервью Пархоменко рассказывал, что члены его семьи были представителями различных творческих профессий: один дед был архитектором, другой литературным критиком и литературоведом; одна бабушка была филологом, другая — пианисткой. Обе бабушки, по его словам, были еврейками, и их семьи погибли во время нацистской оккупации.
В 1971—1981 годах учился в школе № 1231 им. В. Д. Поленова в Москве. В 1986 году окончил факультет журналистики МГУ имени М. В. Ломоносова.
Один из основателей Московской хартии журналистов (1994).
Основатель и первый (1996—2001) главный редактор журнала «Итоги» (впоследствии — главный редактор сайта «Настоящие „Итоги“ — это мы»), а также «Еженедельного журнала» (2001—2003). Журнал «Итоги» издавался в тесном сотрудничестве с американским еженедельником «Newsweek». Сразу после увольнения всего состава редакции, «Newsweek» разорвал свои отношения с новыми владельцами «Итогов», в знак протеста против того, что государственная монополия «Газпром» захватила контроль над журналом и произошло враждебное поглощение совета директоров государственной компанией. Ранее — политический репортёр и обозреватель ежедневных газет «Независимая газета» и «Сегодня» (выходила в 1993—2001). В 2004—2009 годах последовательно возглавлял книжные издательства «Иностранка» и «КоЛибри», издательскую группу «Аттикус», издательство Corpus. С октября 2009 года до конца 2011 года был главным редактором журнала и издательства «Вокруг света».
С лета 2003 до февраля 2022 года — приглашённый ведущий еженедельной аналитической программы «Суть событий» на радиостанции «Эхо Москвы». После закрытия радиостанции “Эхо Москвы” в марте 2022 года, через несколько дней после начала полномасштабного вторжения российских войск в Украину, продолжил работу на собственном Youtube-канале и в программах других независимых Youtube-каналов.

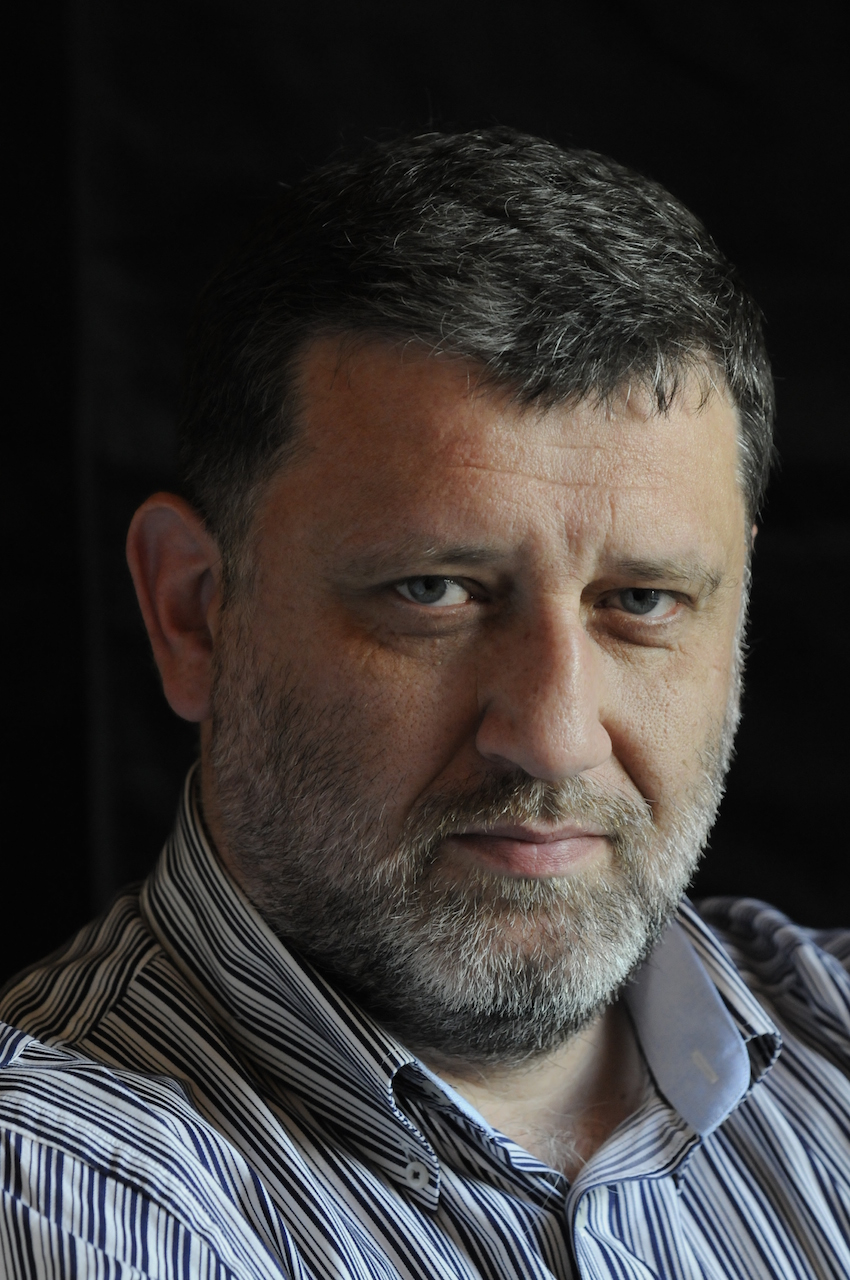
Пархоменко в 2009 году

Член Комитета 2008. Автор идеи и наименования общественного движения «Общество синих ведёрок», организатор его первых публичных акций весной 2010 года. Входил в оргкомитет митингов оппозиции в конце 2011 — начале 2012 года. Весной 2012 стал одним из соучредителей «Лиги избирателей» и организатором проекта массовых протестных судебных исков «Все в суд!», который инициировал массовые судебные иски против фальсификации выборов. Эта деятельность привела в марте 2013 года к слушаниям в Конституционном суде России, где суд постановил, что российские избиратели должны иметь право напрямую обжаловать результаты выборов.
Член Координационного совета российской оппозиции (на выборах получил номер 12 из 45).
С 2013 года — один из основателей и активный участник сетевого сообщества «Диссернет», противодействующего злоупотреблениям, махинациям и подлогам в области научной и образовательной деятельности, в особенности в процессе защиты диссертаций и присвоения ученых степеней в России. С 1 июня 2024 года, возможно, покинул сообщество Диссернет в связи с переходом сообщества в анонимный режим.
Участник конгресса «Украина — Россия: диалог», прошедшего 24-25 апреля 2014 года в Киеве.
С 2014 года — один из инициаторов и координаторов проекта «Последний адрес». Председатель Правления Фонда увековечения памяти жертв политических репрессий «Последний адрес». В 2020 году число табличек, установленных в России, превысило тысячу, из них большая часть установлена в Москве; таблички установлены также в городах Чехии, Украины, Молдавии, Германии, Грузии и Франции.
С мая 2014 года по 10 января 2017 года — член Русского ПЕН-центра, российского отделения международной организации ПЕН-клуб.
С 2016 года — один из основателей и член жюри независимой премии в области профессиональной журналистики «Редколлегия», учрежденной благотворительным фондом «Среда» для поддержки свободной профессиональной журналистики в России.
С осени 2016 года — приглашённый эксперт, затем старший советник Института Кеннана в Вашингтоне. 
Подписал обращения в поддержку Олега Сенцова 21 мая 2018 года и в поддержку Гасана Гусейнова 10 ноября 2019 года.
В январе 2020 года начал вести подкаст «Суть еды»:  сюжеты из мировой гастрономической истории. Подкаст был остановлен после начала полномасштабной войны с Украиной, но в апреле 2024 года автор решил возобновить подкаст.
В январе 2021 года принял участие в протестах в поддержку Алексея Навального и был задержан.
22 апреля 2022 года Минюст России внёс Пархоменко в список СМИ — «иностранных агентов».

## Награды

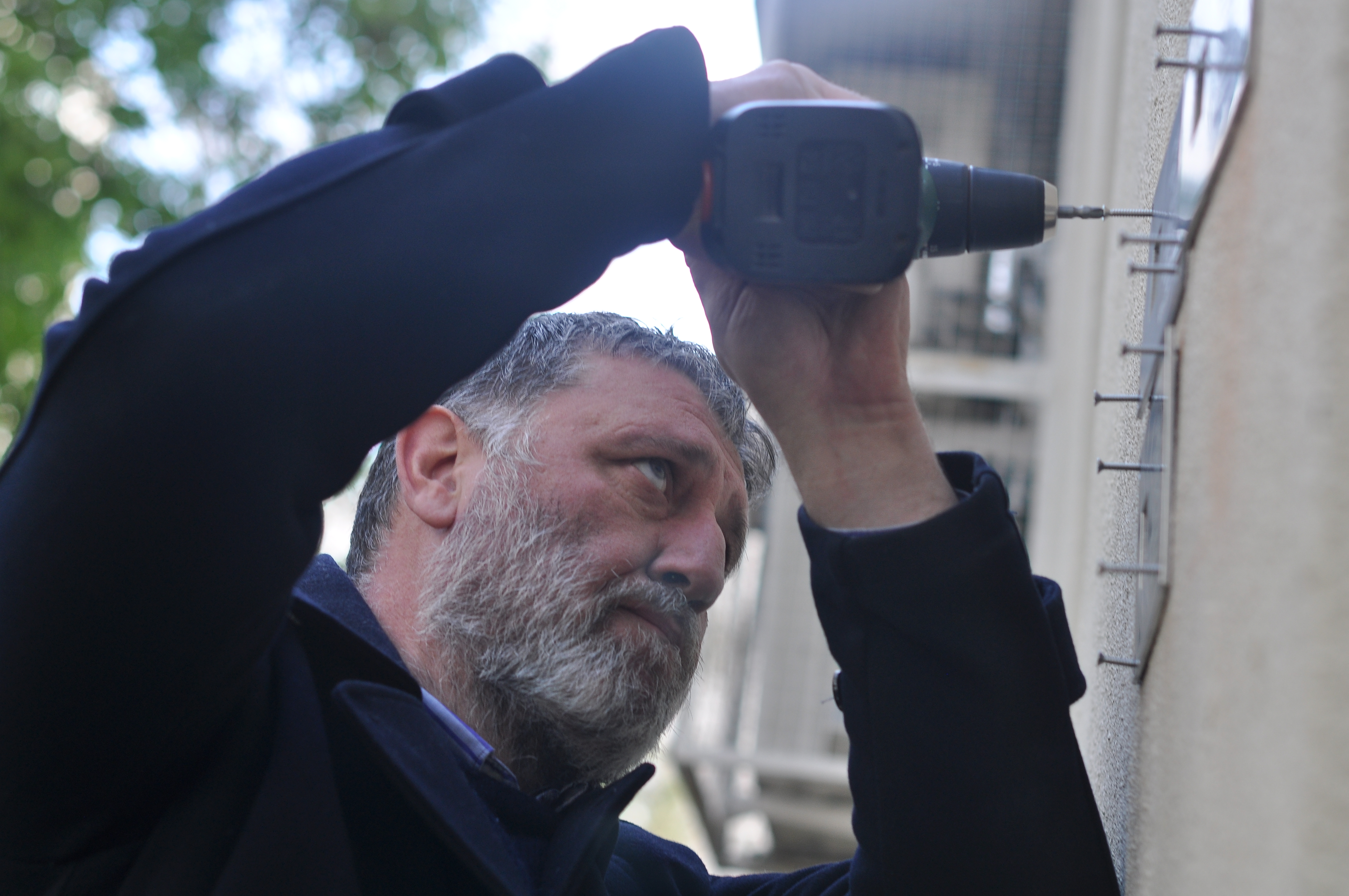
Пархоменко устанавливает табличку в рамках проекта «Последний адрес», 2017 год

- 1993 — Награждён медалью «Защитнику свободной России»[34].
- 2007 — Кавалер французского ордена искусств и литературы[35].
- 2011 — Согласно распоряжению председателя правительства В. В. Путина от 31 октября 2011 года № 1902-р[36], была присуждена премия правительства РФ 2011 года в области печатных средств массовой информации, в том числе и Пархоменко Сергею Борисовичу, главному редактору ООО «Издательство „Вокруг Света“». На церемонии вручения премии Сергей Пархоменко не присутствовал, поскольку проводил отпуск с сыном в США[37].
- 2013 — Лауреат премии «Золотое перо России» Союза журналистов России за 2013 год за акцию «„Диссернет“ в печати и Интернете»[38].
- 2014 — Лауреат премии «ПолитПросвет» 2014 года за проект «Диссернет». Премия получена совместно с другими основателями проекта (Андрей Ростовцев, Михаил Гельфанд, Андрей Заякин и Кирилл Михайлов) в двух номинациях: в особой почётной номинации «За честь и достоинство» и в номинации «Народное голосование»[39].
- 2015 — Лауреат премии «The Moscow Times Awards» за 2015 г. в номинации «Персональная социальная ответственность» за проект «Последний адрес»[40].
- 2016 — «Лауреат Премии РБК Петербург 2016. Выбор аудитории». Сергей Пархоменко с проектом «Последний адрес» стал победителем Премии РБК Петербург по итогам голосования среди телезрителей и интернет-аудитории[41].

## Семья
Вторая жена — Варвара Горностаева, главный редактор издательства Corpus (недоступная ссылка).
Три сына: Лев и Пётр от первого брака, Матвей от второго брака. Пасынки Илья и Яков.

## Фильмография
- 2012 — документальный фильм «Срок» — режиссёры Алексей Пивоваров, Павел Костомаров и Александр Расторгуев.

## Критика и публичные заявления

### Критика Елизаветы Глинки
30 ноября 2018 года Пархоменко, комментируя на своей странице в социальной сети Facebook вступление основательницы благотворительного фонда паллиативной помощи «Вера» Нюты Федермессер в Общероссийский народный фронт, сравнил её с основательницей фонда «Справедливая помощь» Елизаветой Глинка («доктор Лиза»), назвав последнюю «услужливое, потасканное ничтожество», которую российские власти «хладнокровно и сноровисто употребили в дело на раннем этапе войны в Донбассе», и высказав мнение, что совместные фотографии Глинки с журналистом Мариной Юденич и главным редактором телеканала RT Маргаритой Симоньян являются «гнусными». Данные высказывания Пархоменко были подвергнуты критике Мариной Юденич, отметившей, что говорить «в таком мерзком тоне может только мерзкий человек». Также с критикой Пархоменко выступили журналисты Екатерина Винокурова, Леся Рябцева и Татьяна Фельгенгауэр, а главный редактор радиостанции «Эхо Москвы» Алексей Венедиктов сказал, что считает «его оценку несправедливой». Сам Пархоменко 2 декабря 2018 года в беседе с Матвеем Ганапольским в эфире программы «Итоги недели без Евгения Киселёва» на «Эхо Москвы» отметил, что «вот то, что касается Лизы Глинки и первых двух фраз этого поста — меня поняли правильно» и он «готов это повторять».

### Критика Антона Красовского
Весной 2018-го выступил с публичной критикой кандидата в мэры Москвы Антона Красовского, обвиняя того в недобросовестной эксплуатации темы гомофобии, а также дискриминации ВИЧ-инфицированных и больных СПИДом.

### Суд с Владимиром Лугиным
В 2013 году Пархоменко в рамках деятельности сообщества «Диссернет» опубликовал на личном блоге на сайте «Эхо Москвы» результаты экспертизы научных работ бывшего депутата от ЛДПР Абельцева и члена партии «Единая Россия» Владимира Васильева. В комментариях к записи Пархоменко вступил в переписку с Владимиром Лугиным, которому принадлежит фирма Научно-Технический центр «Технопрестиж XXI век», занимающаяся консультативной деятельностью и экспертизой научно-технических работ. После дискуссии Пархоменко посвятил Лугину отдельный пост, где использовал выражения «вонючая контора», «воровское семя», «торговля фальшивыми диссерами». Знакомый Лугина, военный пенсионер Семён Лучин, сообщил, что через несколько месяцев после публикации поста Пархоменко и поддержки его телеканалом «Дождь» у Лугина скончалась 86-летняя мать, расстроенная высказываниями в адрес сына. Лугин подал на Пархоменко в суд иск о защите чести и достоинства. Сторона ответчика полагала, что здесь идёт речь об оскорблении, но не о защите достоинства. Лугин потребовал компенсацию в 4 млн рублей, однако Пресненский суд Москвы решил сократить сумму до 35 тысяч рублей. 26 декабря 2018 года по решению суда Пархоменко должен был выплатить Лугину именно эту сумму за распространение порочащих сведений.

### Конфликт со Станиславом Белковским
В апреле 2019 года несколько раз публично обвинил политического технолога Станислава Белковского в злоупотреблении спиртными напитками. Белковский, выступая в эфире «Эха Москвы», назвал Пархоменко «высокопоставленным порохоботом», пояснив, что слухи о его пьянстве распространяют «порохоботы, включая Сергея Борисовича Пархоменко, который явно сидел на бюджете Петра Алексеевича Порошенко».